# 西村大輔
西村 大輔（にしむら だいすけ） は、日本のジャーナリスト。朝日新聞瀋陽支局長、元上海支局長。元北海道新聞記者。

## 略歴
- 建設現場のアンカー工職人、モスクワ大学留学、在ロシア日本大使館の在外公館派遣員、北海道新聞記者を経て、2001年に朝日新聞入社[1]。
- 水戸支局、東京社会部・警視庁クラブ、中国留学、上海支局などを経て、現在は瀋陽支局長[2]。

## 役職
- 上海支局長 - 2007年5月〜
- 瀋陽支局長 - 2009年4月〜
- 中国総局長 - 2018年1月〜

## 参照
- aサロン＿特派員　世界を走る＿生死を分けたチャイム（中国・四川発）
- aサロン＿特派員　世界を走る＿お上に「もの申し」始めた中国人（上海発）
- aサロン＿特派員　世界を走る＿「抗日の義士」の足跡をたどる（ハルビン発）
- aサロン＿特派員　世界を走る＿沈黙を強いられた２時間（丹東発）
- aサロン＿特派員　世界を走る＿対岸から見た北朝鮮（瀋陽発）

## 関連事項
- 朝日新聞社
  - 朝日新聞
- 北海道新聞